# Boris Vasil'ev
Boris Alekseevič Vasil'ev (in russo Борис Алексеевич Васильев?; Mosca, 15 gennaio 1937 – 18 giugno 2000) è stato un pistard russo, fino al 1991 sovietico.

## Palmarès

### Olimpiadi
- 1 medaglia:
  - 1 bronzo (Roma 1960 nel tandem[1])